# Контрада Монтезанто (Беневенто)
Контрада Монтезанто је насеље у Италији у округу Беневенто, региону Кампанија.
Према процени из 2011. у насељу је живело 28 становника. Насеље се налази на надморској висини од 331 м.